# Actio furti nec manifesti
Actio furti nec manifesti – w prawie rzymskim powództwo okradzionego przeciw sprawcy kradzieży (furtum) niejawnej (gdy ustalono go w inny sposób niż schwytanie na gorącym uczynku).

## Charakterystyka powództwa
Skarga należała – podobnie jak actio furti manifesti – do actiones famosae. Należała również do skarg penalnych, gdyż zmierzała wyłącznie do ukarania sprawcy (zwrotu skradzionej rzeczy dochodzono innymi środkami). Wysokość grzywny, przy actio furti nec manifesti, ustalana była na dwukrotność (duplum) wartości skradzionej rzeczy. Przypadała ona okradzionemu, którym nie musiał być właściciel a osoba ponosząca ryzyko przypadkowej utraty rzeczy, np. właściciel statku, gospody, stajni, wykonawca dzieła czy komodatariusz.